# Собрание узаконений Российской империи
Собра́ние узаконе́ний и распоряже́ний прави́тельства, издава́емое при Прави́тельствующем сена́те — официальное печатное издание государственных органов власти Российской империи, выходившее с 1 января 1863 года в качестве приложения к «Сенатским ведомостям».
В «Собрании узаконений» помещались:
- манифесты,
- Высочайшие повеления,
- указы Сената,
- трактаты,
- постановления, имевшие силу закона и подлежавшие впоследствии внесению в Полное собрание законов,
- те распоряжения центрального правительства империи, которым придавалось общеобязательное значение,
- уставы крупных товариществ и акционерных компаний,

Опубликование закона в «Собрании узаконений и распоряжений правительства» имело значение официального его обнародования.
В «Собрании узаконений» за 1878 г. было 944 статьи, 1641 страница; за 1888 г. — 1113 статей, 2858 страниц; за 1898 г. — 2163 статьи и 8513 страниц, за 1899 г. — 2452 статьи и 11790 страниц.